# Гуды (этноним)
Гуды (лит. Gudai) — одно из литовских названий  белорусов. В XIX веке существовали также другие значения этого понятия, так жители Пруссии называли жемайтов (входивших в Российскую империю), а также других своих восточных и южных соседей —  белорусов, поляков и русинов.

## Происхождение
Слово известно с XV века. Наиболее распространённой является версия, что слово гуды происходит от названия народа готов. Вероятно, балты усвоили это название во II—III веках, когда готы продвигались от Вислы к Северному Причерноморью, их пути шли вдоль современных белорусских земель, по территории Польши. Со временем этноним гуды было перенесено с готов на другие соседние народы, пока, наконец, не закрепилось за белорусами. От этнонима гуды, или соответствующих антропонимов происходит название ряда населённых пунктов в Белоруссии (около 15 на границе с Литвой). Это частое название в Литве (по всей территории около 150), Латвии и Польше, не всегда носит значение от народности (ср. лит. gudobelė,– дословно – дикая яблоня) – элемент -гуд- значит дикое-отдалённое, чужое место.
Так же существует теория, что гудами называли славянизированных балтов, проживавших на всей территории нынешней Белоруссии, по другим источникам для обозначения своих юго-восточных (а иногда и юго-западных) соседей., при этом Gudai буквально может означать то же самое, что в славянских языках "немец" в значении "немой, неспособный говорить на понятном языке", так согласно академическому словарю gudė́ti переводится как говорить на другом (не понятном или мало понятном) языке (диалекте), что логично с точки зрения лексического сходства двух языков, но при этом обе эти внешне подобные версии имеют схожую аргументированную критику.
В настоящее время (после второй мировой войны) в литовском языке вместо слова gudai для обозначения белорусов употребляется baltarusiai.